# Georges Aubin
Pour les articles homonymes, voir Aubin.
Georges Aubin, né en 1942 à Saint-Félix-de-Valois et mort le 28 juin 2025, est un enseignant et écrivain québécois.

## Biographie
Georges Aubin naît en 1942 à Saint-Félix-de-Valois, près de Joliette, dans la région québécoise de Lanaudière. Il fait des études classiques au séminaire de Joliette (1954-1962). Il obtient une licence en pédagogie à l'Université de Montréal (1966).
Il enseigne, au niveau secondaire, l'histoire, le latin et le français à la Commission des écoles catholiques de Montréal (1964-1966) et à la Commission scolaire régionale Jérôme-Le Royer (1966-1997). Il tient une chronique d'histoire des Patriotes au Bulletin d'histoire politique en 1998.
À l'été 1998, il entame une collaboration avec le cinéaste François Labonté, qui pilote le projet d'une série télévisée et d'un documentaire sur la famille Papineau. De son travail de recherchiste pour ces projets télévisés, finalement abandonnés, ressortira la publication de la correspondance complète de Louis-Joseph Papineau avec sa femme Julie Papineau, ses enfants (Amédée Papineau, Lactance Papineau), sa famille, et divers correspondants.
Il obtient une bourse du Conseil des Arts du Canada, en 2003, pour fins de recherches à Paris et à Dublin, d'où il rassemble les écrits de Louis-Joseph Papineau durant son exil en France.
En 2005, il publie le troisième et dernier tome de la correspondance de Louis-Hippolyte La Fontaine avec Robert Baldwin, Amable Berthelot et d'autres correspondants.
En 2011, il fait éditer le sixième et dernier volume de la correspondance complète de Louis-Joseph Papineau.
En avril 2013, il prononce une conférence à des étudiants en français du Département de langues étrangères de l'Université de technologie de Silésie, à Gliwice (Pologne). Titre de cette conférence : « Le Québec, un pays ? »
En 2015, la Société Aubin-Blanchet recherches historiques devient une maison d'éditions.
Georges Aubin meurt le 28 juin 2025.

## Publications
1992
- Jean-Philippe Boucher-Belleville, Journal d'un patriote (1837 et 1838), introduction et notes par Georges Aubin, Montréal, Guérin Littérature, 174 p.

1996
- Siméon Marchesseault, Lettres à Judith. Correspondance d'un patriote exilé, introduction et notes par Georges Aubin, Sillery, Septentrion, Les Cahiers du Septentrion no 7, 124 p.
- Augustin-Magloire Blanchet, Journal de l'évêque de Walla-Walla (1847-1851), texte établi et annoté par Georges Aubin, dans Les débuts de l'Église catholique en Orégon, Rimouski (Québec), Association des familles Blanchet, p. 147-263.
- François-Maurice Lepailleur, Journal d'un patriote exilé en Australie (1839-1845), texte établi avec introduction et notes par Georges Aubin. Sillery, Septentrion, 411 p.
- Aubin Georges et Réal Aubin, Les Lambert-Champagne-Aubin, 800 actes notariés, 1663 - 1799, Joliette, Éditions Aubin-Lambert, 787 p.

1998
- Amédée Papineau, Souvenirs de jeunesse, 1822-1837, texte établi avec introduction et notes par Georges Aubin, Sillery, Septentrion, Les Cahiers du Septentrion no 10, 134 p.
- Wolfred Nelson, Écrits d'un patriote (1812-1842), édition préparée par Georges Aubin, Montréal, Comeau & Nadeau, 177 p.
- Robert Nelson, Déclaration d'indépendance et autres écrits, édition établie et annotée par Georges Aubin, Montréal, Comeau & Nadeau, 90 p.
- Amédée Papineau, Journal d'un Fils de la Liberté, 1838-1855, texte établi avec introduction et notes par Georges Aubin, Sillery, Septentrion, 957 p.

1999
- Georges Aubin, La Rivière Bayonne et ses moulins, en collaboration avec Denyse Coutu et Louis Trudeau, Saint-Cléophas-de-Brandon, Les Éditions de la Bayonne, 24 p.
- Louis-Hippolyte La Fontaine, Journal de voyage en Europe, 1837-1838, texte présenté et annoté par Georges Aubin, Sillery, Septentrion, Les Cahiers du Septentrion no 14, 153 p.
- Louis Perrault, Lettres d'un patriote réfugié au Vermont (1837-1839), textes présentés et annotés par Georges Aubin. Montréal, Éditions du Méridien, collection Mémoire québécoise, no 3, 198 p.

2000
- Georges Aubin, Au Pied-du-Courant. Lettres des prisonniers politiques de 1837-1839, Montréal, Marseille, Agone et Comeau & Nadeau, 457 p.
- Adélard-Isidore Desrivières et Charles Rapin, Mémoires de 1837-1838, suivis de La Quête de l'or en Californie, présentés et annotés par Georges Aubin, Montréal, Éditions du Méridien, collection Mémoire québécoise, no 7, 195 p.
- Louis-Joseph Papineau, Lettres à Julie, texte établi et annoté par Georges Aubin et Renée Blanchet; introduction par Yvan Lamonde, Sillery, Septentrion et Québec, ANQ, 812 p.

2001
- Rosalie Papineau-Dessaulles, Correspondance 1805-1854, texte établi, présenté et annoté par Georges Aubin et Renée Blanchet, Montréal, Les Éditions Varia, collection Documents et Biographies, 305 p.
- Louis-Joseph Papineau, Histoire de la résistance du Canada au gouvernement anglais, présentation, notes et chronologie par Georges Aubin, Montréal, Comeau & Nadeau, collection Mémoire des Amériques, 82 p.

2002
- Amédée Papineau, Lettres d'un voyageur. D'Édimbourg à Naples en 1870-1871, texte établi, annoté et présenté par Georges Aubin, Québec, Éditions Nota bene, 416 p.
- Louis-Hippolyte La Fontaine et Robert Baldwin, Les Ficelles du pouvoir, correspondance entre Louis-Hippolyte La Fontaine et Robert Baldwin, 1840-1854, tome I de l'édition critique intégrale de la correspondance de Louis-Hippolyte La Fontaine, traduite de l'anglais par Nicole Panet-Raymond Roy et Suzanne Manseau De Grandmont, révisée et annotée par Georges Aubin; présentation d'Éric Bédard, Montréal, Les Éditions Varia, collection Documents et Biographies, 227 p.
- Gabriel Franchère, Voyage à la Côte du Nord-Ouest de l'Amérique et fondation d'Astoria, 1810-1814, introduction, notes et chronologie par Georges Aubin, Montréal, Lux, collection Mémoire des Amériques, 205 p.

2003
- Lactance Papineau, Journal d'un étudiant en médecine à Paris, texte établi avec introduction et notes par Georges Aubin et Renée Blanchet, Montréal, Les Éditions Varia, collection Documents et Biographies, 609 p.
- Louis-Joseph Papineau, Cette fatale Union. Adresses, discours et manifestes (1847-1848), introduction et notes de Georges Aubin, Montréal, Lux, collection «Mémoire des Amériques», 223 p.
- Pierre-Joseph-Olivier Chauveau, De Québec à Montréal, journal de la seconde session, 1846, suivi de Sept jours aux États-Unis, 1850, introduction et notes par Georges Aubin, Québec, Éditions Nota bene, 148 p.
- Louis-Hippolyte La Fontaine, Au nom de la loi, lettres de Louis-Hippolyte La Fontaine à divers correspondants (1829-1847), tome II, correspondance générale, avant-propos et annotation de Georges Aubin et Renée Blanchet, traduction des lettres écrites en anglais par Michel De Lorimier, Montréal, Les Éditions Varia, collection Documents et Biographies, 466 p.

2004
- Narcisse-Henri-Édouard Faucher de Saint-Maurice, De Québec à Mexico (1866-1867), édition préparée par Mario Brassard et Marilène Gill, avec la collaboration de Georges Aubin, Trois-Pistoles, Éditions Trois-Pistoles, collection La Saberdache, no 5, 489 p.
- Louis-Joseph Papineau, Lettres à ses enfants, 1825-1871, Tome I (1825-1854), tome II (1855-1871), texte établi et annoté par Georges Aubin et Renée Blanchet, introduction par Yvan Lamonde, Montréal, Les Éditions Varia, collection Documents et Biographies, 655 p. et 753 p.
- Georges Aubin et Nicole Martin-Verenka, Insurrection. Examens volontaires, Tome I (1837-1838), Montréal, Lux, collection Mémoire des Amériques, 318 p.
- Louis-Antoine Dessaulles, Petit bréviaire des vices de notre clergé, suivi de Le Clergé français au bordel, par un auteur anonyme, texte établi avec introduction et notes par Georges Aubin, Trois-Pistoles, Éditions Trois-Pistoles, 169 p.

2005
- Louis-Hippolyte La Fontaine, Mon cher Amable. Lettres de Louis-Hippolyte La Fontaine à divers correspondants (1848-1864), Tome III, correspondance générale, annotations de Georges Aubin et Renée Blanchet, traduction des lettres écrites en anglais par Michel De Lorimier; postface d'Éric Bédard, Montréal, Les Éditions Varia, collection Documents et Biographies, 490 p.
- Georges Aubin, Les Blanchet de la vallée du Richelieu, suivi de Lettre d'A.-M. Blanchet à Lord Gosford, préface de Louis Blanchette, publié par l'Association des familles Blanchet et Blanchette d'Amérique, Québec, 48 p.

2006
- Louis-Joseph Papineau, Lettres à divers correspondants, 1810-1871, Tome I (1810-1845), tome II (1845-1871), texte établi et annoté par Georges Aubin et Renée Blanchet, avec la collaboration de Marla Arbach, introduction par Yvan Lamonde. Montréal, Les Éditions Varia, collection «Documents et Biographies», 588 p. et 425 p.
- André Ouimet, Journal de prison d'un Fils de la Liberté, 1837-1838, texte établi, présenté et annoté par Georges Aubin. Montréal, Typo, 155 p.
- Robert-Lionel Séguin, Le Dernier des Capots-Gris (roman) suivi de Souviens-toi, Méditations sur 1837, introduction et notes par Georges Aubin, Trois-Pistoles, Éditions Trois-Pistoles, 211 p.
- Marcel Rhéault et Georges Aubin, Médecins et patriotes, 1837-1838, Québec, Septentrion, 350 p.

2007
- Georges Aubin et Nicole Martin-Verenka, Insurrection, examens volontaires, Tome II (1838-1839), Montréal, Lux, collection Mémoire des Amériques, 550 p.
- Georges Aubin, Papineau en exil à Paris; tome I, Dictionnaire - 304 p.; tome II, Lettres reçues, 1839-1845 - 599 p.; tome III, Drame rue de Provence, suivi de Correspondance de Mme Dowling, traduite en français par Corinne Durin, annotée par Georges Aubin - 218 p. Trois-Pistoles, Éditions Trois-Pistoles.

2009
- Georges Aubin et Renée Blanchet, Amédée Papineau, correspondance 1831-1841, tome I, Montréal, Éditions Michel Brûlé, 543 p.
- Renée Blanchet et Georges Aubin, Lettres de femmes au XIXe siècle, Québec, Septentrion, 286 p.

2010
- Amédée Papineau, Journal d’un Fils de la Liberté, 1838-1855, texte établi avec introduction et notes par Georges Aubin, deuxième édition, revue et considérablement augmentée, avec index, Québec, Septentrion, 1050 p.
- Georges Aubin et Renée Blanchet, Amédée Papineau, correspondance 1842-1846, tome II, Montréal, Éditions Michel Brûlé, 471 p.

2011
- Pierre-Gustave Joly, Voyage en Orient (1839-1840), Journal d'un voyageur curieux du monde et d'un pionnier de la daguerréotypie, présentation et mise en contexte par Jacques Desautels; texte du journal établi par Georges Aubin et Renée Blanchet, avec la collaboration de Jacques Desautels, Québec, Les Presses de l'Université Laval, collection Cultures québécoises, 427 p.
- Louis-Joseph Papineau, Lettres à sa famille, 1803-1871, texte établi et annoté par Georges Aubin et Renée Blanchet, introduction par Yvan Lamonde, Québec, Septentrion, 846 p.

2012
- Wolfred Nelson, Écrits d'un patriote (1812-1842), nouvelle édition revue et corrigée, texte établi et présenté par Georges Aubin, Montréal, Lux Éditeur, 192 p.

2013
- Honoré Mercier, Dis-moi que tu m'aimes, Lettres d'amour à Léopoldine, 1863-1867, texte établi et annoté par Georges Aubin et Renée Blanchet, Trois-Pistoles, Éditions Trois-Pistoles, 302 p.

2014
- Aubin, Georges et Yvan Lamonde, Gustave Papineau, Une tête forte méconnue, Québec, Les Presses de l’Université Laval, collection Cultures québécoises, 297 p.
- Joyer, prêtre, Lettres d'amour à Mademoiselle de Lavaltrie, 1809-1822, texte établi avec présentation et notes par Georges Aubin, L'Assomption, Éditions Point du jour, 235 p.

2015
- Aubin, Georges et Jonathan Lemire, Ludger Duvernay, Lettres d'exil, 1837-1842, Montréal, VLB éditeur, 302 p.
- Aubin, Georges et Raymond Ostiguy, Louis-Joseph Papineau, les débuts  -  1808-1815, Les Éditions Histoire-Québec, collection Société d'histoire de la seigneurie de Chambly, 251 p.
- Aubin, Georges, Joseph Papineau à travers les actes notariés, L'Assomption, Aubin-Blanchet recherches historiques, 237 p.

2016
- Aubin, Georges, Courir le monde. Voyages, premiers départs. L'Assomption, Aubin-Blanchet recherches historiques, 322 p.
- Papineau, Denis-Benjamin, De l'Île à Roussin à Papineauville, Correspondance 1809-1853, texte établi avec introduction et notes par Georges Aubin et Renée Blanchet, L'Assomption, Éditions Point du jour, 657 p.
- Blanchet, François-Norbert, De Richibouctou à La Willamette, Lettres et journal, 1821-1839, texte établi avec introduction et notes par Georges Aubin, L'Assomption, Aubin-Blanchet recherches historiques, 271 p.
- Papineau, Honorine et Aurélie Papineau, Mille amitiés. Correspondance 1837-1914, texte établi avec introduction et notes par Georges Aubin et Renée Blanchet, L'Assomption, Éditions Point du jour, 303 p.
- Trudeau, Romuald, Mes Tablettes, Journal d'un apothicaire montréalais, 1820-1850, texte établi et annoté par Fernande Roy et Georges Aubin, Montréal, Leméac, 772 p.

2017
- Papineau, Joseph, De Montréal à la Petite-Nation, Correspondance (1789-1840).Texte établi avec introduction et notes par Georges Aubin, L'Assomption, Éditions Point du jour, 569 p.
- Le Normand, Michelle, À toi, de tout cœur, Lettres d'amour à Léo-Paul Desrosiers, 1920-1922. Texte transcrit et annoté par Georges Aubin; introduction par Adrien Rannaud, L'Assomption, Éditions Point du jour, 403 p.
- Le Normand, Michelle, Premières amours, Journal 1909-1921, présenté par Georges Aubin, L'Assomption, Éditions Point du jour, 271 p

2018
- Aubin, Georges, Rhapsodies, Écrits 1988-2018, L'Assomption, Aubin-Blanchet recherches historiques, 2018, 193 p.
- Blanchet, François-Norbert, Missions d'Oregon, 1839-1844, avant-propos, notes et postface par Georges Aubin. L'Assomption, Aubin-Blanchet recherches historiques, 2018, 556 p.
- Blanchet, François-Norbert, À bord de L'Étoile du Matin, De Brest à l'Oregon en 1847, transcription et notes par Georges Aubin, L'Assomption, Aubin-Blanchet recherches historiques, 2018, 99 p.
- Papineau, Amédée, Correspondance 1847-1856. Texte établi avec introduction et notes par Georges Aubin, L'Assomption, Éditions Point du jour, 627 p.
- Papineau, Amédée, Correspondance 1857-1903. Texte établi avec introduction et notes par Georges Aubin, L'Assomption, Éditions Point du jour, 701 p.
- Papineau, Azélie, Vertiges, Journal 1867-1868, introduction et notes de Georges Aubin; avant-propos de Micheline Lachance, Montréal, VLB éditeur, 138 p.
- Blanchet, François-Norbert, Lettres de voyages 1845-1870. Texte établi avec présentation et notes par Georges Aubin, L'Assomption, Aubin-Blanchet recherches historiques, 2018, 329 p.

2019
- Blanchet, Augustin-Magloire, De Saint-Pierre du Sud à l'évêché, Correspondance 1823-1846. Texte établi avec introduction et notes par Georges Aubin, L'Assomption, Aubin-Blanchet recherches historiques, 2019, 151 p.
- Aubin, Georges, Amédée, écrivain patriote, L'Assomption, Aubin-Blanchet recherches historiques, 2019, 237 p.
- Aubin, Georges, Beaudriau, patriote, médecin errant, L'Assomption, Aubin-Blanchet recherches historiques, 2019, 123 p.[4]
- Boucher-Belleville, Jean-Philippe, Journal d'un patriote, 1837-1838. Texte établi avec introduction et notes par Georges Aubin, 2e édition, L'Assomption, Aubin-Blanchet recherches historiques, 2019, 131 p.
- Blanchet, Augustin-Magloire-Alexandre, Voyage au Mexique suivi de Voyage en Europe. Texte établi avec introduction et notes par Georges Aubin, L'Assomption, Aubin-Blanchet recherches historiques, 2019, 132 p.
- Papineau, Louis-Joseph, Lettres inédites. Texte établi avec introduction et notes par Georges Aubin, L'Assomption, Éditions Point du jour, 2019, 121 p.
- Peltier, Louis, Voyage en Afrique du Sud, texte établi avec présentation et notes par Georges Aubin, 2e édition, L'Assomption, Aubin-Blanchet recherches historiques, 2019, 105 p.
- Dessaulles, Louis-Antoine, Paris illuminé : le sombre exil. Lettres 1878-1895. Texte établi avec introduction et notes par Georges Aubin et Yvan Lamonde, Les Presses de l’Université Laval, collection Cultures québécoises, 2019, 251 p.

2020
- Aubin, Georges, Partir en janvier. Lettres à un cousin, L'Assomption, Aubin-Blanchet recherches historiques, 2020, 105 p.
- Dessaulles-Laframboise, Rosalie, Mes Bavardages, Lettres à mon fils Louis, 1876-1905. Texte établi avec introduction et notes par Anne-Marie Charuest et Georges Aubin. L'Assomption, Éditions Point du Jour, 2020, 221 p.
- Aubin, Georges, Hors du temps, L'Assomption, Aubin-Blanchet recherches historiques, 2020, 181 p.
- Aubin, Georges, Au temps des Patriotes, Tome I : 1830-1837, L'Assomption, Aubin-Blanchet recherches historiques, 2020, 401 p.
- Aubin, Georges, Au temps des Patriotes, Tome II : 1838, L'Assomption, Aubin-Blanchet recherches historiques, 2020, 475 p.
- Aubin, Georges, Au temps des Patriotes, Tome III : 1839-1840, L'Assomption, Aubin-Blanchet recherches historiques, 2020, 447 p.
- Roy, Basile, Un Patriote en Australie, 1839-1844. Texte établi avec introduction et notes par Georges Aubin, L'Assomption, Aubin-Blanchet recherches historiques, 2020, 225 p.
- Papineau, Amédée, D'un pays à l'autre. Journal de voyages, 1876-1880. Texte établi avec présentation et notes par Georges Aubin, L'Assomption, Aubin-Blanchet recherches historiques, 2020, 373 p.
- Papineau, Amédée, Journal, 1881-1902. Texte établi avec introduction et notes par Georges Aubin, L'Assomption, Aubin-Blanchet recherches historiques, 2020, 443 p.

2021
- Cornud, Angelle, Rien de nouveau ici. Correspondance 1823-1867. Texte établi avec introduction et notes par Georges Aubin, L'Assomption, Aubin-Blanchet recherches historiques, 2021, 137 p.
- Papineau, Amédée, Mémoires d'un Patriote. Texte établi avec introduction et notes par Georges Aubin, L'Assomption, Aubin-Blanchet recherches historiques, 2021, 461 p.
- Papineau, Denis-Émery, Correspondance 1834-1877. Texte établi avec présentation et notes par Georges Aubin, L'Assomption, Aubin-Blanchet recherches historiques, 2021, 311 p.
- Aubin, Georges, Glanures, Tome I : 1720-1839, L'Assomption, Aubin-Blanchet recherches historiques, 2021, 499 p.
- Aubin, Georges, Glanures, Tome II : 1840-2020, L'Assomption, Aubin-Blanchet recherches historiques, 2021, 396 p.
- Bruneau, Théophile, Croyez-moi pour la vie, Correspondance 1830-1854. Texte établi avec introduction et notes par Georges Aubin, L'Assomption, Aubin-Blanchet recherches historiques, 2021, 307 p.
- Aubin, Georges et Robert Daigle, Filles-mères à Montréal, 1845-1866, notices biographiques, histoires secrètes, L'Assomption, Aubin-Blanchet recherches historiques, 2021, 597 p.
- Blanchet, Renée et Georges Aubin, Barney et les autres, récits biographiques, L'Assomption, Aubin-Blanchet recherches historiques, 2021, 121 p.
- Leman, Fanny, Correspondance 1856-1870. Texte établi avec introduction et notes par Georges Aubin, L'Assomption, Aubin-Blanchet recherches historiques, 2021, 225 p.

2022
- Aubin, Georges, Les Québécois et la soif de l'or en Californie,1848-1859, L'Assomption, Aubin-Blanchet recherches historiques, 2022, 355 p.
- Papineau, Joseph-Benjamin-Nicolas, Par le temps qui court, Correspondance 1842-1893. Texte établi avec présentation et notes par Georges Aubin, L'Assomption, Aubin-Blanchet recherches historiques, 2022, 199 p.
- Aubin, Georges, Radical jusqu'aux dents, Toussaint-Victor Papineau, Éléments biographiques. L'Assomption, Aubin-Blanchet recherches historiques, 2022, 251 p.
- Papineau, Casimir-Fidèle, Correspondance 1837-1891. Texte établi avec introduction et notes par Georges Aubin, L'Assomption, Aubin-Blanchet recherches historiques, 2022, 195 p.
- Papineau, Augustin-Cyrille, Correspondance 1845-1912, transcrite et annotée par Georges Aubin. L’Assomption, Aubin-Blanchet recherches historiques, 2022, 649 p.

2023
- Aubin, Georges, Malo et Lepailleur, deux frères. Essai biographique. L'Assomption, Aubin-Blanchet recherches historiques, 2023, 193 p.
- Aubin, Georges, La Nuit des temps, Voyages avec les Lecours, les Gauthier, les Boucher et les Aubin. L'Assomption, Aubin-Blanchet recherches historiques, 2023, 187 p.
- Trudeau, Louisa, Correspondance 1854-1901, transcrite et annotée par Georges Aubin. L'Assomption, Aubin-Blanchet recherches historiques, 2023, 609 p.

2024
- Blanchet, Augustin-Magloire-Alexandre, Lettres de l'évêque de Walla Walla, 1846-1850. Texte établi avec introduction et notes par Georges Aubin. L'Assomption, Aubin-Blanchet recherches historiques, 2024, 447 p.
- Trudeau, Émilie-Anne, Lettres à Louisa 1867-1904, suivies de Louisa Trudeau, Lettres à Aurélie Papineau. Transcrites et annotées par Georges Aubin. L'Assomption, Aubin-Blanchet recherches historiques, 2024, 186 p.
- Aubin, Georges, Les Papineau s'écrivent, 1814-1878. Texte établi avec introduction et notes par Georges Aubin. L'Assomption, Aubin-Blanchet recherches historiques, 2024, 249 p.
- Dessaulles, Louis-Antoine, Lettres inédites, 1834-1875. Texte établi et annoté par Georges Aubin. Introduction par Yvan Lamonde. L'Assomption, Aubin-Blanchet recherches historiques, 2024, 427 p.
- Dessaulles, Louis-Antoine, Lettres de Belgique, 1875-1878. Texte établi et annoté par Georges Aubin. Introduction par Yvan Lamonde. L'Assomption, Aubin-Blanchet recherches historiques, 2024, 547 p.
- Viger, Louis-Michel, Correspondance 1809-1849. Texte établi avec introduction et notes par Georges Aubin. L'Assomption, Aubin-Blanchet recherches historiques, 2024, 151 p.

## Distinctions
- 1986 - Prix Percy-W.-Foy de la Société généalogique canadienne-française (SGCF) pour « Les Blanchet de la vallée du Richelieu, une famille de patriotes », article publié en trois parties dans Les Mémoires de la Société généalogique canadienne-française[2].
- 1988 - Prix Percy-W.-Foy de la SGCF, pour « Les quatre sœurs Peltier, nièces de Monseigneur en Orégon », article publié dans Les Mémoires de la Société généalogique canadienne-française.
- 1994 - Prix Percy-W.-Foy de la SGCF, pour la publication d'un Dictionnaire de la famille Aubin.
- 1995 - Prix Percy-W.-Foy de la SGCF, pour « Les Québécois en Orégon », article publié dans Les Mémoires de la Société généalogique canadienne-française.
- 1997 - Prix Rodolphe-Fournier de la Chambre des notaires du Québec, pour Les Lambert-Champagne-Aubin, 800 actes notariés 1663-1799, aux Éditions Lambert-Aubin (en collaboration avec Réal Aubin).
- 2001 - Prix Charbonneau-Rioux des sciences humaines remis par la Société nationale des Québécois de Lanaudière (SNQ), pour l'ensemble de ses publications.
- 2003 - Prix Patriote de l’année, de la Société Saint-Jean-Baptiste de Montréal (avec Renée Blanchet).
- 2004 - Médaille de l'Assemblée nationale du Québec[5].
- 2005 - Médaille Bene Merenti de Patria de la Société Saint-Jean-Baptiste de Montréal (avec Renée Blanchet).
- 2006 - Prix des Dix, octroyé par la Société des Dix, pour une contribution individuelle remarquable dans le domaine de l’histoire du Québec et de l’Amérique française, notamment l’édition critique de correspondances, journaux et autres écrits québécois. Le prix a été remis le 20 février 2007.
- 2007 - Prix Percy-W.-Foy de la Société historique de Montréal pour Médecins et patriotes, 1837-1838 (avec Macel J. Rheault).
- 2015 - Médaille de la Société historique de Montréal, « pour sa contribution à l'histoire ».
- 2016 - Mention d'honneur attribuée à Georges Aubin par la Fédération Histoire Québec et la Chambre des notaires du Québec, pour souligner l'excellence de l'ouvrage Joseph Papineau à travers les actes notariés.

### Articles de presse
- Le Journal de Montréal, 30 avril 2000, p. 34.
- Montréal en-tête, bulletin de la Société historique de Montréal, automne 2000.
- Adrien Thério, « Georges Aubin : un ami des patriotes », dans Lettres québécoises, n° 107, automne 2002.
- Micheline Lachance, « Le drame caché de Papineau », dans L'Actualité, 1er octobre 2002.
- Adrien Thério, « Montréal et ses faubourgs 1820-1850 », dans Lettres québécoises, n° 110, été 2003.
- « Entrevue avec les Patriotes de l'année 2003 : Renée Blanchet et Georges Aubin », dans La Presse québécoise, vol. 1, n° 1, février 2004.
- Michel Lapierre, « Louis-Joseph Papineau ou le penseur solitaire redécouvert par Georges Aubin », Le Devoir, 10-11 novembre 2007, F19-20.
- La Presse, 17 novembre 2007, Arts et spectacles, 2.
- Histoire Québec, volume 15, n° 3, 2010.
- Michel Lapierre, « La tête à Papineau » dans Le Devoir, 3-4 août 2011, Culture & Livres.
- Jean-François Nadeau, « Louis-Joseph Papineau n'était pas franc-maçon » dans Le Devoir, 3 janvier 2017.
- Élise Brouillette, « Une 99e publication pour Georges Aubin » dans L'Action (Joliette), 28 novembre 2022.